# Туарегские языки
Туаре́гские языки́ (также ю́жные бербе́рские языки, тамашек; тифинаг: ⵜⴰⵎⴰⵌⴰⵆ) — языки туарегов, одна из пяти ветвей берберской подсемьи, входящей в афразийскую макросемью языков. Распространены в центральной Сахаре на территории таких государств, как Алжир, Мали, Нигер, Буркина-Фасо, Нигерия, отчасти в Ливии и Чаде. Общее число говорящих оценивается в 1,9 млн человек (2005).
В составе туарегской языковой ветви выделяют три группы: северную, юго-западную и юго-восточную. Иногда все туарегские идиомы рассматриваются как единый язык. В справочнике языков мира Ethnologue туарегские идиомы (тамашек) обозначены термином «макроязык». Название тамашек применяется как для всего туарегского ареала, так и для группы языков/диалектов его юго-западной части.

## Классификация
Выделение туарегской (южной берберской) ветви языков является общепризнанным.
Туарегские языки делят на три группы. Названия этих групп связаны с географическим расположением ареалов носителей языков: северная, юго-западная и юго-восточная группы. Наряду с ними бытуют названия, связанные с рефлексом туарегской согласной *z (в частности, в самоназвании народа *tămāzəq): ha (тамахак, северная группа) sha (тамашек, юго-западная группа) и za (тамажек, юго-восточная группа). Ряд учёных рассматривает туарегские идиомы как сильно разошедшиеся диалекты одного языка. В то же время данные лексикостатистики позволяют выделить в туарегской ветви как минимум 4 самостоятельных языка:
- севернотуарегская группа (76 тыс. чел.): западнотамахакский (ахнет, тайток, ахаггар, иссакамарен) и восточнотамахакский (гхат, ажжер, урагхен, тимасинин, имангхассатен);
- юго-западная туарегская группа (представлена одним языком тамашек) (480 тыс. чел.): тадгхак, танеслемт, ида у сак, кель арокас;
- юго-восточная туарегская группа (1,3 млн чел.): тауллеммет (западный, восточный), аир (таярт).

В справочнике языков мира Ethnologue туарегские языки, или языки тамашек (по терминологии издания), делятся на две группы:
- северная группа, представленная одним языком тамахак (или тахаггарт) с диалектами гхат (джанет, ганет) и хоггар (ахаггарен, ажжер, тахаггарт)[6][7];
- южная группа[8]:
  - тамажак (или тауллеммет) с диалектами тауллеммет тан атарам и тауллеммет тан даннаг[9];
  - тамажек (или таярт) с диалектами аир (агадез, таместайерт, таярт, тайерт) и танассфаруат (тамагараст)[10];
  - тамашек с диалектами тадхак (кидал) и тимбукту (танасламт, томбукту)[4].

В классификации А. Ю. Айхенвальд и А. Ю. Милитарёва в составе туарегской ветви также выделяются две языковые группы:
- северная группа: гхат, ахнет; тамахак с диалектами тайток, ажжер, ахаггар и другими; аир; кель герес и другие; восточный тауллеммет с диалектами азавагх, кель ансанго и другими;
- южная группа: кель арокас; западный тауллеммет; тадхак; танеслемт с диалектами шерифен, кель антессар и другими; ида у сак и другие.

В классификации, опубликованной в работе С. А. Бурлак и С. А. Старостина, туарегские языки разделены на три группы:
- севернотуарегская группа: ахаггар, гхат;
- восточнотуарегская группа: аир, восточный тауллеммет;
- западнотуарегская группа: западный тауллеммет, тадгхак, танеслемт.

В классификации британского лингвиста Роджера Бленча выделяется 6 туарегских языков, которые не дифференцируются на группы: тауллемет с западным и восточным диалектами, тайирт с диалектами ингал и гофат, тамесгрест с диалектом азерори, тафагхист, тахаггарт (или ахаггар) и гхат.

## Ареал и численность
Носители языков южной берберской группы — туареги (около 1,9 млн чел.) — проживают в обширных районах пустыни Сахара — в Алжире, Ливии (западный Феццан), Нигере (плато Аир), Мали (плато Адрар-Ифорас, долина реки Нигер), Нигерии и Буркина-Фасо (район Дори).

## Письменность
В северных языках распространено арабское письмо и берберское письмо тифинаг, восходящее к древнеливийскому письму (единственный исконно берберский алфавит, донесённый до наших дней туарегами Сахары) — в Нигере известно под названием щифинаг, в юго-восточных и юго-западных языках применяется латиница и тифинаг.
В настоящее время используются два различных алфавита для туарегских языков, созданные на основе латиницы — в Мали и в Нигере.

Туарегский алфавит Мали был принят в 1967 году и реформирован в 1982 году:
Aa Ăă Bb Dd Ḍḍ Ee Ǝә Ff Gg Ɣɣ Hh Ḥḥ Ii Jj Kk Ll Ḷḷ Mm Nn Ŋŋ Oo Qq Rr Ss Ṣṣ Šš Tt Ṭṭ Uu Ww Xx Yy Zz Žž Ẓẓ ʔ

В Нигере туарегский алфавит был утверждён в 1999 году:
Aa Ăă Ǝә Bb Сс Dd Ḍḍ Ee Ff Gg Ğğ Hh Ii Jj ǰ Ɣɣ Kk Ll Ḷḷ Mm Nn Ŋŋ Oo Qq Rr Ss Ṣṣ Šš Tt Ṭṭ Uu Ww Xx Yy Zz Ẓẓ

## Лингвистическая характеристика
К основным особенностям туарегских языков относят:
- наиболее широкий состав гласных фонем (наряду с составом гласных языка гхадамес) среди остальных берберских языков, в частности, в диалекте ахаггар отмечаются гласные: a, i, u, ä, ə, e, o, возможно, также ā, ī, ū;
- наличие в наибольшей степени сохранившихся общеберберо-ливийских черт: распространение ларингала и признака смычности у переднеязычных согласных;
- образование аннексионного статуса имени путём перехода гласного первого слога в ə или ø; отсутствие категории статуса имени в языке гхат;
- наличие категории определённости имени, выражаемой артиклем wa;
- распространение в системе глагола категорий интенсивного перфектива и «отрицательного» интенсивного имперфектива, образующихся путём вокалического аблаута;
- сохранение неполной парадигмы спряжения глаголов состояния;
- наличие суффикса глагольного словообразования -t;
- наличие развитой системы пород с префиксами общеафразийского происхождения;
- распространение частиц имперфектива madaγ, mar, mad, za, отсутствующих в других берберских языках;
- наличие богатой системы подчинительных союзов;
- распространение лексических заимствований из сонгайских языков и хауса; в отличие от большинства остальных берберских языков в туарегских отсутствуют многочисленные заимствования из арабского языка.